# Nicolae Crețulescu
Nicolae Crețulescu (Bucarest, 1º marzo 1812 – Leordeni, 26 giugno 1900) è stato un politico e medico rumeno, tre volte primo ministro della Romania: dal 1862 al 1863, dal 1865 al 1866 e nel 1867.
Studiò medicina a Parigi avendo come collega di corso Gustave Flaubert.
Membro della fazione liberale, Creţulescu venne nominato primo ministro dopo la l'assassinio di Barbu Catargiu. Durante il suo primo governo concentrò i propri sforzi nell'unificazione del sistema sanitario nazionale e per nazionalizzare le proprietà dei monasteri.